# ریوتارو هیراماتسو
ریوتارو هیراماتسو (ژاپنی: 平松 遼太郎؛ زادهٔ ۵ آوریل ۱۹۹۶) یک بازیکن فوتبال اهل ژاپن است.
از باشگاه‌هایی که در آن بازی کرده‌است می‌توان به باشگاه فوتبال کاماتامار سان‌اوکی اشاره کرد.